# Death Stranding 2: On the Beach
Death Stranding 2: On the Beach — відеогра в жанрі бойовика, яку розробила Kojima Productions і видається Sony Interactive Entertainment. Вона є продовженням Death Stranding (2019). Гравець керує Семом Портером Бріджесом, кур'єром, який вирушає в нову подорож, щоб врятувати людство від загибелі. Розробка відбувається на чолі з Хідео Кодзімою, який є продюсером, директором, сценаристом і дизайнером проєкту. Норман Рідус, Леа Сейду і Трой Бейкер знову озвучили та виконали захоплення руху своїх персонажів із першої гри, тоді як Ель Феннінґ та Сіорі Куцуна зобразили нових персонажів. Як і перша частина, Death Stranding 2 створена на основі ігрового рушія Decima. Вона вийшла на PlayStation 5 26 червня 2025 року.

## Ігровий процес
Death Stranding 2: On the Beach розвиває основи ігрового процесу попередньої гри. Дія відбувається переважно в місцевостях Мексики та Австралії, які можна вільно досліджувати. Головним заняттям протагоніста, Сема Бріджеса, є доставка посилок у різні регіони. Щоб доставка була успішною, потрібно балансуючи вагу вантажу, користуватися транспортом і вдосконалювати його: встановлювати додаткові батареї, озброєння. В дорозі стаються стихійні лиха, такі як землетруси та піщані бурі, які впливають на ландшафт і змушують гравця змінювати маршрут. З часом Сем Бріджес розбудовує інфраструктуру для швидшої та безпечнішої доставки, будуючи дороги, мости та монорейкові колії, та отримуючи роботів-помічників.
On the Beach приділяє більше уваги боям, але лишилася можливість переховуватися від ворогів і уникати їх. Сем також має великий арсенал засобів для відвертання та приманювання ворогів, включаючи як живих, так і привидів. У грі існує динамічний цикл дня та ночі, який впливає на поведінку ворогів.
Повторювані дії Сема вдосконалюють його навички. Нові вміння отримуються в межах системи APAS. Вони поділяються на три категорії: бій, прихованість і сервіс. Одночасно можна використовувати обмежену кількість умінь, але їх дозволяється змінювати, залежно від поточного завдання.

## Сюжет
Події On the Beach починаються через 11 місяців після закінчення першої гри. Об'єднані міста Америки об'єдналися через хіральну мережу, а логістична компанія BRIDGES розпущена. Доставка товарів тепер виконується автоматизованою системою APAS, яка використовує роботів.
Але привиди, як і інші прояви Берега, не зникли. До того ж по світу починають з'являтися «пластинчасті брами» у районах з високою концентрацією хіралі. Зокрема дві брами з'єднують Мексику з Австралією.
Сем живе зі своєю прийомною дочкою Лу, продовжуючи виконувати доставку вантажів у важкодоступні регіони. Фреґіл приїжджає до нього додому та повідомляє, що вона заснувала нову компанію Drawbridge, з якою UCA уклала контракт на розширення хіральної мережі до Мексики. Сем погоджується за умови, що йому дадуть змогу відвідати його найкращого друга Дедмена. Він вирушає до Мексики, поки Фреґл піклується про Лу.
Прибувши до лабораторії Дедмена, Сем знаходить там запис про загадкову споруду на півдні Мексики під назвою «пластинчаста брама», зо веде до Австралії. Крім того, Дедман дізнався, що Лу було присвоєно ідентифікаційний номер BB, який належав уже виведеному з експлуатації BB, а тому Лу насправді не зареєстрована у системі UCA. Крім того, Дедман зізнається, що скоро помре. Сем повертається додому і виявляє, що на його базу напала невідома озброєна група. Фреґіл вдалося вижити, а Лу загинула.
Через місяць Сем перебуває в депресії та думає застрелитися. Фреґіл запрошує його на борт летючого корабля і одночасно штаб-квартиру Drawbridge, «Магеллан». Корабель призначений пролетіти крізь «пластинчасту браму», щоб приєднати Австралію до хіральної мережі. Лу раптово повертається як привид всередині капсули BB, яку Сем продовжує носити, як у попередній грі. На борту Сем зустрічає капітана Тармена та Доллмена, чия душа опинилася в маріонетці. Серед екіпажу також є живий манекен Чарлі (керівник APAS) і Президент. Як пояснює Президент, підімкнення всієї Австралії до хіральної мережі дозволить активувати інші пластинчасті брами. Пізніше до екіпажу приєднуються члени Drawbridge: Рейні та Гартмен.
Сем розпочинає свою місію, але йому заважає повернення Гіґґса, який командує армією «мехів-привидів», які загрожують жителям Австралії. Крім того, Сем втягується в аномалії «смолопаду», де він змушений битися з примарним солдатом на ім'я Ніл Вана, який очевидно має зв'язок з Лу. Після першої зустрічі з Нілом, Сем виявляє лялечку, в якій знаходиться дівчинка з амнезією, яку Фреґіл називає Туморров.
Після кількох зустрічей з Нілом, Сем отримує від нього носій інформації, залишений покійною дружиною Сема, Люсі. Записи в ньому пояснюють, що Лу насправді рідна дочка Сема, яку вважали вбитою разом з Люсі. З невідомих причин, Лу відправили на зберігання, поки Сем не натрапив на неї. Сам Ніл був контрабандистом, який допомагав переправляти вагітних жінок у комі з Мексики до UCA, щоб налагодити виробництво BB для виявлення привидів. Ніл намагався допомогти Люсі та Лу втекти. Фреґіл зізнається Сему, що його капсула BB була порожньою, а примара Лу — це ілюзія, призначена допомогти Сему подолати депресію.
Тим часом Гіґґс бере в облогу останній непід'єднаний вузол хіральної мережі в Австралії. Гіґґс підпалює Сема вогнеметом і зациклює у миті спалення. Фреґіл, Туморров і Рейні викликають «часопад», який гасить полум'я. Сем і команда Drawbridge пробиваються крізь мехів Гіґґса та активують вузол. Президент зраджує Drawbridge, показуючи, що насправді він є об'єднанням тисяч померлих людських душ, підключених до APAS. Він пояснює, що має намір використати розширену хіральну мережу, щоб примусово ізолювати всіх людей на їхніх Берегах між життям і смертю, і цим позбавити привидів змоги проникати до світу живих. Він додає, що повернув Гіґґса та надав йому мехів-привидів, щоб вони діяли як загроза, яка змусить Австралію прийняти хіральну мережу для захисту. Потім Чарлі розкриває себе як Дай-Гардмен і пояснює, що він уже знав про плани Президента і таємно перепрограмував мережу через Q-Pid Сема, щоб Президента можна було відімкнути від APAS та хіральної мережі, усунувши його загрозу для людства.
Гіґґс попри те захоплює Туморров, виявляючи, що вона насправді доросла Лу. Оскільки вона дочка Сема та має зв'язок з Амелі, то Туморров є наступною Сутністю Вимирання, і Гіґґс має намір використати її, щоб продовжити свій початковий план вимирання людства. Сем і Drawbridge переслідують Гіґґса до Берега APAS, де той викликає мехів-привидів. Екіпаж «Магеллана» обезголовлює одного з мехів і прилаштовується замість голови, керуючи його тілом у боротьбі проти решти мехів. Сему вдається перемогти Гіґґса, якого добиває Лу. Фреґіл помирає невдовзі після цього, коли розуміє, що Гіґґс завдав їй смертельного удару ще під час нападу на Семову базу; її тримало живою тільки бажання врятувати Лу, яку вона перенесла на Берег Ніла, і де дівчинка пережила «часопад», який зумовив її швидке дорослішання. Пригадавши це, Лу возз'єднується із Семом.
Сцена після титрів показує старшу Лу, яка стала кур'єром, як і її батько, і готується увійти в пластинчасту браму.

## Розробка й випуск
У серпні 2021 року Норман Рідус, виконавець ролі протагоніста Death Stranding Сема Портера Бріджеса, повідомив про обговорення продовження гри. У травні 2022 року він підтвердив початок її виробництва. У відповідь Хідео Кодзіма, творець першої частини, написав жартівливий твіт із фотографіями, яким він сварив Рідуса за розголошення інформації. Кодзіма знову став продюсером, режисером, сценаристом та ігровим дизайнером проєкту. Йодзі Сінкава, художник першої частини, є дизайнером персонажів і механічних конструкцій, а Кайл Купер — дизайнером вступної заставки. Деякий час розробка проєкту велася під робочою назвою DS2.
Кодзіма написав історію для Death Stranding 2 до початку пандемії коронавірусної хвороби у 2019 році. Проте він вирішив повністю переписати її, оскільки «більше не хотів передбачати майбутнє». Кодзіма зазначив, що пандемія підкреслила важливість як цифрових, так і фізичних стосунків, що спонукало його переосмислити та розвинути концепцію «єднання» (англ. connection) з першої гри в продовженні. За його словами, слоган «Чи мали ми з'єднатися?» (англ. Should We Have Connected?), представлений у тизер-трейлері, став ключовою ідеєю Death Stranding 2. Замість послуг кастингових агентств Кодзіма особисто керував підбором акторів для продовження. Він описав їх як «особливих партнерів, з якими я можу битися разом». Це також стосувалося японських акторів озвучування. Рідус, Леа Сейду і Трой Бейкер знову озвучили та виконали захоплення руху Бріджеса, Фраджайл і Гіґґса Монаґана відповідно. Ель Феннінґ і Сіорі Куцуна зобразили нових персонажів. Зовнішність двох персонажів була створена за образами Джорджа Міллера та Фатіха Акіна, а озвучили їх Марті Рон і Джонатан Румі відповідно.
Під час розробки студія запросила директора з освітлення Маюмі Нісіяму провести лекцію для співробітників. Кодзіма пояснив, що це було зроблено для ознайомлення команди з основами ігрового освітлення, оскільки їхній попередній досвід обмежувався комп'ютерною графікою. Як і перша частина, Death Stranding 2 створюється на основі ігрового рушія Decima від Guerrilla Games, яка надає підтримку. У роботі над грою також бере участь PlayStation Studios Visual Arts, що допомагає із захопленням руху. Для створення моделей персонажів студія використовує фреймворк MetaHuman від Epic Games. Музичним супроводом для Death Stranding 2 займається Людвіґ Форсселл, який працював над саундтреком до першої частини гри.

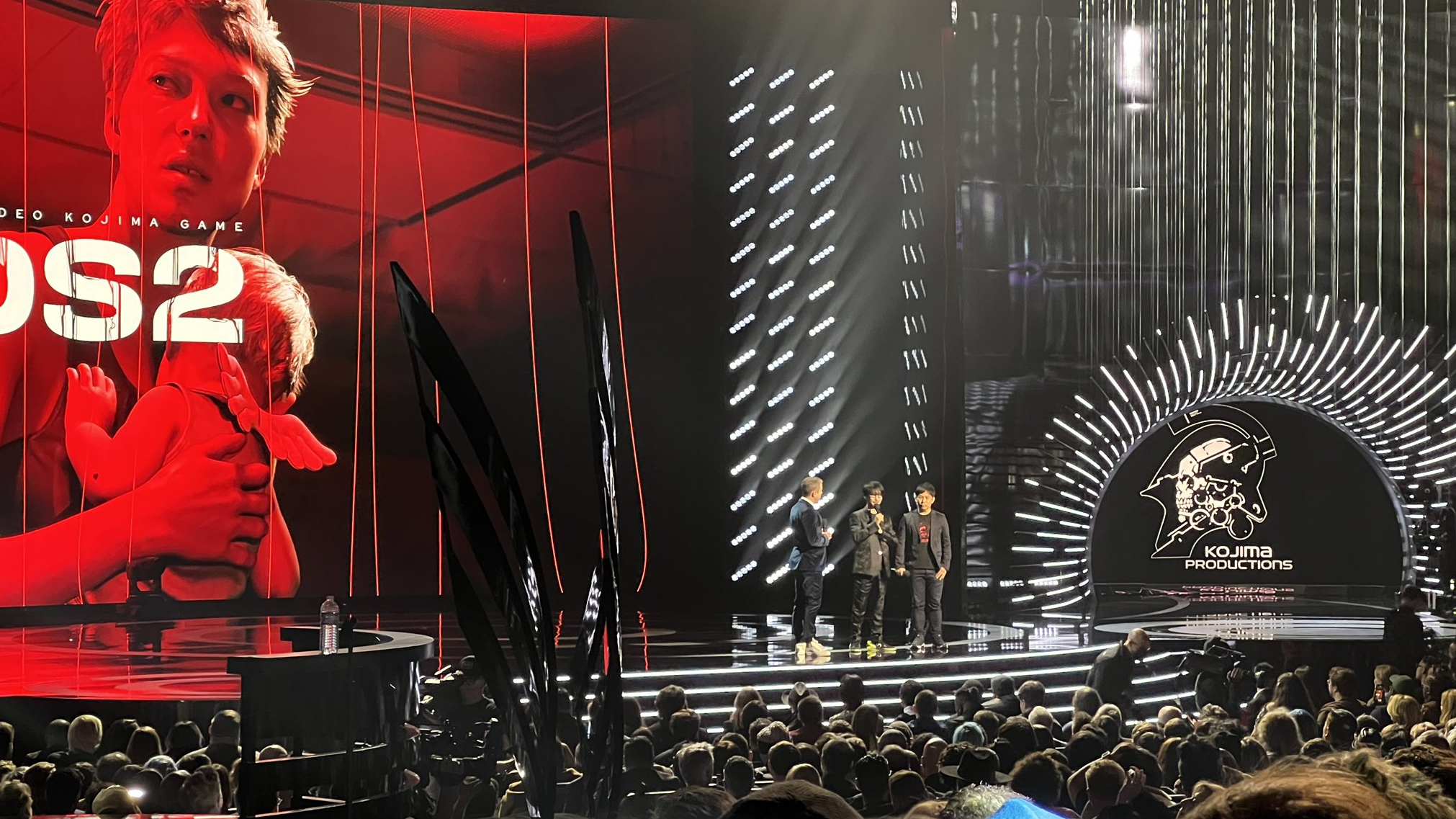
Анонс Death Stranding 2 під час церемонії The Game Awards 2022

До офіційного анонсу промофото Феннінґ, Куцуни та Сейду з різними написами з'явилися на ігрових виставках та в інтернеті. Death Stranding 2 була анонсована в грудні 2022 року для PlayStation 5 під час церемонії The Game Awards, де було показано тизер-трейлер. Форсселл записав для тизера «BB's Theme 2022» з вокальною партією Бейкера. Того ж місяця було представлено кілька постерів гри. У січні 2024 року на презентації State of Play студія показала розширений трейлер, продемонструвавши ігровий процес і розкривши деякі сюжетні деталі, а також оголосила офіційну назву гри та випуск у 2025 році. У лютому Кодзіма розмістив у своєму Твіттері нові постери персонажів.

## Персонажі
- Норман Рідус — Сем Портер Бріджес
- Леа Сейду — Фреґіл
- Трой Бейкер — Гіґґс Монаган
- Ель Феннінг — Tomorrow
- Сіорі Куцуна[en] — Рейні
- Лука Марінеллі[en] — Ніл
- Джордж Міллер — Тармен
- Фатіх Акин — Доллмен
- Ніколас Віндінґ Рефн — Гартмен

## Сприйняття
| Агрегатор  | Оцінка        |
| ---------- | ------------- |
| Metacritic | 90/100        |
| OpenCritic | 96% recommend |

| Видання               | Оцінка  |
| --------------------- | ------- |
| Digital Trends        | 4/5     |
| Eurogamer             | 4/5     |
| Famitsu               | 39/40   |
| Game Informer         | 8.75/10 |
| GameSpot              | 7/10    |
| GamesRadar+           | 4/5     |
| IGN                   | 9/10    |
| Push Square           | 10/10   |
| The Guardian          | 5/5     |
| Video Games Chronicle | 5/5     |
| VG247                 | 4/5     |
| VideoGamer.com        | 9/10    |

Death Stranding 2: On the Beach отримала «загальне визнання» критиків, згідно з вебсайтом-агрегатором оглядів Metacritic. 

## Нагороди
| Нагорода               | Дата              | Категорія       | Результат | Прим.  |
| ---------------------- | ----------------- | --------------- | --------- | ------ |
| Golden Joystick Awards | 20 листопада 2023 | Найбажаніша гра | Номінація | [ 45 ] |